# André Schaeffner
André Schaeffner, né à Paris le 7 février 1895 et mort dans la même ville le 11 août 1980, est un anthropologue et ethnomusicologue français. Jusqu'à sa retraite du Centre national de la recherche scientifique (CNRS) en 1965, où il était maître de recherches, il a dirigé le département d'ethnomusicologie du Musée de l'Homme (anciennement Musée d'ethnographie du Trocadéro), qu'il avait fondé en 1929 à la demande de Georges Henri Rivière, et à la tête duquel succédera Gilbert Rouget.

## Biographie
Élève de Salomon Reinach à l'École du Louvre, de Vincent d'Indy à la Schola cantorum, puis de Marcel Mauss à l'École pratique des hautes études (EPHE), il consacre ses premiers travaux aux influences réciproques des traditions musicales allemande, française, italienne et russe au XIXe siècle, à l'histoire et à la facture du clavecin et aux racines africaines du jazz, musique dont il est l'un des tout premiers observateurs et analystes européens.
En 1929-1930, il devient l'un des principaux chroniqueurs de la revue Documents, créée par Georges Bataille et Carl Einstein. En 1931, il se joint, avec Michel Leiris dont il demeurera l'un des plus proches amis, à l'équipe scientifique de la Mission Dakar-Djibouti dirigée par Marcel Griaule, puis de la Mission Sahara-Soudan, et étudie la musique des Dogons. En 1937, avec son ami et collègue Anatole Lewitsky qui deviendra l'un des principaux membres du Réseau du musée de l'Homme, il conçoit la salle des arts et techniques du musée de l'Homme, où s'exprime son souci d'« introduire le corps dans le musée ».
Après la Seconde Guerre mondiale, Schaeffner effectue plusieurs missions ethnographiques en Afrique de l'Ouest, en compagnie de son épouse depuis 1937, Denise Paulme, en particulier chez les Kissi et les Baga de Guinée, puis chez les Bété de Côte d'Ivoire. Au cours de ces missions, il recueille des matériaux pour constituer une histoire et sociologie de la musique africaine, et pour améliorer les modes de présentation (et de représentation) muséographiques de ce qu'il appelait la « matière sonore ».
Il a contribué à enrichir la terminologie organologique française, mais la nouvelle classification des instruments de musique qu’il a proposé ne parviendra pas à s’imposer, face à celle de Sachs et Hornbostel, communément usitée. Son ouvrage sur l'origine des instruments de musique, publié en 1936 a été plusieurs fois réédité. 
Il est l'un des premiers à appliquer les méthodes de l'ethnomusicologie à l'étude de musiques dites savantes, prenant en compte les contextes de référence, de performance et de réception des œuvres qu'il a notamment mis en pratique en se penchant sur celles de Debussy et de Stravinsky. L'approche de Schaeffner, inspirée des idées de Nietzsche et Bergson, se distingue de celle de ses contemporains car il s'intéresse aux fondements humains de la musique instrumentale plutôt qu'en adoptant une méthode comparative.

## Publications (sélection)
- Le Jazz, Paris, Éditions Jean-Michel Place, coll. « Les Cahiers de Gradhiva », 1988 (réédition de l'ouvrage de même titre publié à Paris en 1926 avec la collaboration d'André Cœuroy, augmenté d'une préface de Frank Ténot et de deux postfaces, l'une de Lucien Malson, l'autre de Jacques B. Hess).
- Stravinsky, Paris, Rieder, 1931.
- (éd.) Dictionnaire de la Musique de Hugo Riemann, Paris, Payot, 1931.
- Origine des instruments de musique. Introduction ethnologique à l'histoire de la musique instrumentale, Paris, Payot, 1936 (rééd. 1968, 1980 et 1990 aux Éditions de l'École des hautes études en sciences sociales, en ligne.
- Les Kissi. Une société noire et ses instruments de musique, Paris, Hermann, 1951.
- (éd.) Lettres de Friedrich Nietzsche à Peter Gast, Paris, Christian Bourgois, 1981 (1re édition : Monaco, Éditions du Rocher, 1957).
- « Genèse des instruments de musique », dans Roland-Manuel (dir.), Histoire de la musique, t. 1, Paris, Éditions Gallimard, coll. « Encyclopédie de la Pléiade », 1960, 2236 p. (ISBN 2070104036, OCLC 852916, BNF 33042676), p. 76–117.
- Le Sistre et le hochet. Musique, théâtre et danse dans les sociétés africaines, Paris, Hermann, 1990.
- Essais de musicologie et autres fantaisies, Paris, Le Sycomore, 1980 (rééd. posthume sous le titre Variations sur la musique, Paris, Fayard, 1998).
- Correspondance avec Pierre Boulez, 1954-1970, Paris, Fayard, 1998.